# Andy McNab
Steven Billy Mitchell CBE, DCM, MM (28 de dezembro de 1959), pseudônimo Andy McNab, é um romancista e ex-soldado do Serviço Aéreo Especial britânico.
Ele ganhou destaque público em 1993, quando publicou um livro intitulado Bravo Two Zero, contendo um relato de uma missão militar que liderou com o Serviço Aéreo Especial (SAS) durante a Guerra do Golfo, pela qual foi condecorado com a Medalha de Conduta Distinta. Ele já havia recebido a Medalha Militar em 1979 por bravura em ação enquanto servia com os Royal Green Jackets na Irlanda do Norte.
Ele publicou vários outros romances e duas autobiografias, além de Bravo Two Zero. Ele também publicou um livro sobre psicopatia intitulado The Good Psychopath's Guide to Success, alegando que ele exibe muitos traços psicopáticos.

## Vida pregressa
Andy McNab nasceu em 28 de dezembro de 1959. Ele não se saiu bem na escola e acabou frequentando nove escolas em sete anos. Depois de abandonar a escola, McNab trabalhou em vários empregos temporários, geralmente para amigos e parentes, e se envolveu em pequenos crimes, finalmente sendo preso por roubo em 1976. Parcialmente inspirado pelo tempo de seu irmão no exército, ele queria se juntar ao Exército Britânico. Ele foi reprovado no teste de entrada para treinamento como piloto do exército, mas se alistou nos Royal Green Jackets aos dezesseis anos, após ser libertado da detenção juvenil.
Quando McNab se juntou ao exército, descobriu-se que ele tinha a idade de leitura de um garoto de onze anos. Pouco antes de completar dezessete anos, leu seu primeiro livro, intitulado Janet and John. Em 2019, McNab relembrou como "consigo me lembrar vividamente do sentimento de orgulho e realização que senti. Era destinado a crianças do ensino fundamental, mas eu não me importava... A partir de então, li tudo o que me caía nas mãos."

## Carreira militar
Ele foi destacado para Kent para seu treinamento básico e lutou boxe pela equipe do seu regimento. Após o treinamento básico, foi destacado no Depósito dos Fuzileiros em Winchester. Em 1977, passou um tempo em Gibraltar como parte de seu primeiro posto operacional, enquanto estava no 2º Batalhão, Royal Green Jackets.
De dezembro de 1977 a junho de 1978, ele foi destacado para South Armagh, na Irlanda do Norte, como parte da Operação Banner do Exército Britânico. Em 1978 e 1979, ele retornou a Armagh como um recém-promovido Cabo Anspeçada (em inglês:  Lance Corporal), e alegou ter matado pela primeira vez durante um tiroteio com o Exército Republicano Irlandês Provisório (Provos). McNab escreveu sobre o incidente: "Lembro-me vividamente da primeira vez que tive que matar alguém para permanecer vivo. Eu era um soldado de 19 anos em Keady, South Armagh, e minha patrulha tropeçou em seis soldados do IRA, preparando-se para uma emboscada. Quando o tiroteio começou, eles estavam a apenas 20 metros de distância da minha patrulha. Eu estava com medo, muito medo." Ele foi condecorado com a Medalha Militar (MM) por este incidente. No entanto, fontes de segurança relataram mais tarde que a pessoa que McNab atirou ficou apenas ferida e morreu como resultado de ferimentos de um tiroteio separado mais tarde naquele dia.
Em 1982, após seis anos de serviço com os Royal Green Jackets (RGJ), e tendo sido promovido ao posto de sargento, ele solicitou transferência para o Regimento do Serviço Aéreo Especial, o que foi aprovado pelo RGJ. Depois de falhar em sua primeira tentativa na Seleção das Forças Especiais do Reino Unido, ele passou em 1984 e foi designado para o SAS, com o qual permaneceu pelo resto de sua carreira no Exército Britânico. Durante seus 10 anos com a "Air Troop", Esquadrão B, 22º Regimento SAS, ele serviu com Al Slater, Frank Collins e Charles "Nish" Bruce. Escrevendo no The Daily Telegraph em novembro de 2008, McNab descreve Bruce como "um dos meus heróis".
McNab trabalhou em operações secretas e abertas, incluindo operações de combate ao terrorismo e às drogas no Oriente Médio e Extremo Oriente, América do Sul e Central e Irlanda do Norte. McNab treinou como especialista em combate ao terrorismo, eliminação de alvos principais, demolições, armas, táticas, funções de vigilância secreta e coleta de informações em ambientes hostis e proteção VIP. Ele trabalhou em operações cooperativas com forças policiais, serviços prisionais, forças antidrogas e movimentos de guerrilha apoiados pelo Ocidente, bem como em operações especiais convencionais. Na Irlanda do Norte, ele passou dois anos trabalhando como operador secreto na 14ª Companhia de Inteligência, tornando-se instrutor.
Durante a Guerra do Golfo, McNab comandou uma patrulha SAS de oito homens, designada Bravo Two Zero, que recebeu a tarefa de destruir as comunicações subterrâneas entre Bagdá e o noroeste do Iraque e rastrear os movimentos de mísseis Scud na região. A patrulha foi lançada no Iraque em 22 de janeiro de 1991, mas logo foi comprometida, e em seguida tentou uma fuga a pé em direção à Síria, o país da coalizão mais próximo.
Três dos oito comandos foram mortos e quatro capturados (incluindo Andy McNab) após três dias de fuga; um membro, Chris Ryan, escapou. Os homens capturados foram mantidos presos por seis semanas antes de serem libertados em 5 de março. O uniforme de prisioneiro de guerra usado por Andy McNab após sua captura pelos iraquianos está em exposição no Museu dos Royal Green Jackets (Rifles). Naquela época, McNab sofria de danos nos nervos de ambas as mãos, um ombro deslocado, danos nos rins e no fígado e hepatite B. Após seis meses de tratamento médico, ele estava de volta ao serviço ativo.
Premiado com a Medalha de Conduta Distinta e a Medalha Militar durante sua carreira militar, McNab afirma ter sido o soldado mais condecorado do Exército Britânico quando deixou o SAS em fevereiro de 1993.

## Carreira pós-militar
Andy McNab assumiu seu pseudônimo ao escrever Bravo Two Zero. Quando ele aparecia na televisão para promover seus livros ou para atuar como um especialista em serviços especiais, seu rosto era sombreado para evitar identificação. De acordo com o livro The Big Breach, de Richard Tomlinson, um espião renegado do MI6, McNab fazia parte de uma equipe de treinamento especial após a Guerra do Iraque, treinando recrutas do MI6 em técnicas de sabotagem e guerrilha.
Devido à natureza extremamente sensível do seu trabalho enquanto serviu no SAS, McNab é obrigado por contrato a submeter os seus escritos ao Ministério da Defesa para revisão.
Após deixar o Exército, McNab desenvolveu e manteve um curso de treinamento especializado para equipes de notícias, jornalistas e membros de organizações não-governamentais que trabalham em ambientes hostis. Ele passou um tempo em Hollywood como consultor técnico de armas e instrutor no filme Heat, de Michael Mann. Ele também foi o consultor técnico do filme policial Dirty, de 2005. Em fevereiro de 2007, McNab retornou ao Iraque por sete dias como conselheiro de segurança do jornal The Sun no 2º Batalhão, The Rifles.
Andy McNab escreveu sobre suas experiências no SAS em três livros best-sellers: Bravo Two Zero (1993), Immediate Action (1995) e Seven Troop (2008). Bravo Two Zero vendeu mais de 1,7 milhão de cópias, com Immediate Action vendendo 1,4 milhão no Reino Unido. Bravo Two Zero foi publicado em 17 países e traduzido para 16 idiomas. A versão em CD de Bravo Two Zero, narrada por McNab, vendeu mais de 60.000 cópias e ganhou um disco de prata. Um filme da BBC de Bravo Two Zero, estrelado por Sean Bean, foi exibido no horário nobre da televisão BBC One em 1999 e lançado em DVD em 2000. Immediate Action, a autobiografia de McNab, passou 18 semanas no topo das listas de mais vendidos após o levantamento de uma liminar ex-parte concedida ao Ministério da Defesa em setembro de 1995.
A veracidade do primeiro livro de McNab, Bravo Two Zero, foi questionada por Michael Asher, um explorador, arabista e ex-reservista do SAS, que visitou o Iraque com uma equipe de filmagem do Canal 4 e entrevistou muitas testemunhas oculares. Asher concluiu que muito do que McNab escreveu era uma invenção e que não havia evidências de que a patrulha Bravo Two Zero fosse responsável por uma única baixa inimiga. Além disso, o relato de McNab e o de seu camarada Chris Ryan são contraditórios em muitos pontos. Isso foi corroborado por Peter Ratcliffe, que foi sargento-mor regimental do 22º Regimento SAS durante a Guerra do Golfo, que afirmou que, em um interrogatório para todo o Regimento, gravado em vídeo, nenhum dos membros da patrulha mencionou contatos com um grande número de inimigos ou qualquer um dos outros incidentes extraordinários incluídos nos livros. A conclusão de Asher foi que a afirmação do livro de ser "a história verdadeira de uma patrulha do SAS em ação" era uma fraude.
McNab agora mora na cidade de Nova York com sua quinta esposa. Ele é diretor de recrutamento de serviço militar, mentoria e organização da Fundação ForceSelect. Em agosto de 2014, McNab foi uma das 200 figuras públicas signatárias de uma carta ao The Guardian expressando a sua esperança de que a Escócia votasse para permanecer parte do Reino Unido no referendo de setembro sobre essa questão.
Nas homenagens de aniversário de 2017, McNab foi nomeado Comendador da Ordem do Império Britânico (CBE) por serviços prestados à alfabetização e à caridade. O prêmio reconheceu seu trabalho de caridade com a The Reading Agency, promovendo a alfabetização, especialmente entre jovens adultos e presidiários. O prêmio foi publicado sob o nome de "Andrew McNab".

## Escrita de ficção
Andy McNab é autor de vários thrillers de ação escritos com a ajuda de um escritor-fantasma. As Missões Nick Stone são uma série de sucesso baseada na história de um ex-soldado do SAS trabalhando em operações negáveis para a inteligência britânica. A série se baseia amplamente nas experiências e no conhecimento de McNab sobre a vida militar das Forças Especiais. A série Menino Soldado foi escrita com a colaboração de Robert Rigby e acompanha um garoto chamado Danny Watts e seu avô Fergus, aparentemente um ex-soldado rebelde do SAS. Também escreveu livros para a Quick Reads, uma instituição de caridade que apoia o Dia Mundial do Livro. A BBC Raw Words oferece versões em áudio exclusivas do mais recente Quick Reads de Andy McNab, Last Night Another Soldier (2010), lido por Rupert Degas. Outros livros de ficção incluem Audio Stories, a série Men at War, Battlefield 3, a série Tom Buckingham e duas séries para jovens adultos: Dropzone Stories e The New Recruit.
McNab trabalhou com a DICE servindo como consultor do jogo em táticas militares para Battlefield 3. Ele escreveu um romance chamado Battlefield 3: The Russian, que segue a história de um comando Spetsnaz do GRU, Dmitri "Dima" Mayakovsky e seu envolvimento contra o PLR (Libertação e Resistência Popular), um grupo insurgente paramilitar iraniano, bem como sua conexão com o antagonista. O romance foi lançado em 25 de outubro de 2011.

## Trabalho cinematográfico
Após seu trabalho no filme Heat da Miramax, a qual adquiriu os direitos de filmagem dos quatro primeiros romances de McNab e, em 2011, Echelon estava em produção, com base no livro Firewall (2000). McNab coproduziu e coescreveu o roteiro e também atuou como consultor técnico. Em 2014, Luke Evans foi escalado como Tom Buckingham em SAS: Red Notice com Nick Love como diretor. O filme seria lançado em 2019 estrelando Sam Heughan, Ruby Rose e Andy Serkis, e dirigido por Magnus Martens.

## Outros trabalhos
Andy McNab participou do Big Brother: Celebrity Hijack da E4 em 13 de janeiro de 2008. A plataforma de e-books Mobcast que ele co-fundou com Tony Lynch foi vendida para a Tesco por £ 4,5 milhões; a parte de McNab foi de £ 1 milhão.

## Livros

### Não-ficção
- Bravo Two Zero (1993)
- Immediate Action (1995)
- Seven Troop (2008)
- Spoken From The Front (2009)
- Spoken From The Front 2 (2011)
- The Good Psychopath's Guide to Success (2014 – co-escrito com o Dr. Kevin Dutton)
- Sorted!: The Good Psychopath's Guide to Bossing Your Life (The Good Psychopath 2) (2015)
- The Hunt (2022)

### Ficção

#### Missões Nick Stone
1. Remote Control (17 de fevereiro de 1998)
2. Crisis Four (22 de agosto de 2000)
3. Firewall (5 de outubro de 2000)
4. Last Light (1º de outubro de 2001)
5. Liberation Day (1º de outubro de 2002)
6. Dark Winter (3 de novembro de 2003)
7. Deep Black (1º de novembro de 2004)
8. Aggressor (1º de novembro de 2005)
9. Recoil (6 de novembro de 2006)
10. Crossfire (12 de novembro de 2007)
11. Brute Force (3 de novembro de 2008)
12. Exit Wound  (5 de novembro de 2009)
13. Zero Hour  (25 de novembro de 2010)
14. Dead Centre (15 de setembro de 2011)
15. Silencer (24 de outubro de 2013)
16. For Valour (23 de outubro de 2014)
17. Detonator (22 de outubro de 2015)
18. Cold Blood (20 de outubro de 2016)
19. Line Of Fire (20 de outubro de2017)
20. Down to the Wire (novembro de 2022)

#### Série Menino Soldado
(Escrita com Robert Rigby)
1. Boy Soldier (título americano Traitor, 5 de maio de 2005)
2. Payback (6 de outubro de 2005)
3. Avenger (4 de maio de 2006)
4. Meltdown (3 de maio de 2007)

#### Projeto Leituras Rápidas
1. The Grey Man (8 de maio de 2006)
2. Last Night Another Soldier (4 de maio de 2010)
3. Today Everything Changes (31 de janeiro de 2013)
4. On The Rock (4 de fevereiro de 2016)

#### Histórias em áudio
1. Iraq Ambush (maio de 2007)
2. Royal Kidnap (junho de 2007)
3. Roadside Bomb (setembro de 2007)
4. Sniper (a confirmar)

#### Série Dropzone
(Jovem Adulto)
1. Dropzone Bk. 1 (fevereiro de 2010)
2. Dropzone Bk. 2 – Terminal Velocity (Março de 2011)

#### Série Homens em Guerra
(Escrita com Kym Jordan)
1. War Torn (13 de maio de 2010)
2. Battle Lines (19 de julho de 2012)

#### Battlefield 3
1. Battlefield 3: The Russian (outubro de 2011)

#### Série Tom Buckingham
1. SAS: Red Notice (25 de outubro de 2012)
2. Fortress (22 de maio de 2014)
3. State Of Emergency (21 de maio de 2015)

#### Série Nathan Pike
1. Shadow State (05 de janeiro de 2023)

#### O Novo Recruta– Série Liam Scott
(Jovem Adulto)
1. The New Recruit (20 de dezembro de 2012)
2. The New Patrol (30 de janeiro de 2014)
3. The New Enemy (15 de janeiro de 2015)

#### Soldado de Rua – Sean Harker
(Jovem Adulto)
1. Street Soldier (11 de agosto de 2016)
2. Silent Weapon (10 de agosto de 2017)

### Televisão
- Andy McNab's Tour of Duty